# Afurcagobius tamarensis
Afurcagobius tamarensis é uma espécie de peixe da família Gobiidae e da ordem Perciformes.

## Morfologia
- Os machos podem atingir 11 cm de comprimento total.[4][5]

## Predadores
Sofre predação por Pseudaphritis urvillii.

## Habitat
É um peixe de clima temperado e demersal.

## Distribuição geográfica
É encontrado na Oceania: costa sul-oriental da Austrália.

## Observações
É inofensivo para os humanos.